# Мориарти (роман)
Вижте пояснителната страница за други значения на Мориарти.
Мориарти (на английски: Moriarty) е вторият роман на писателя Антъни Хоровиц за известния детектив Шерлок Холмс. Романът е публикуван през 2014 година.

## Сюжет
Внимание:  Текстът по-долу разкрива сюжета на произведението (или части от него)!
... Най-великият детектив, мистър Шерлок Холмс, и определяния като „Наполеон на престъпния свят“, професор Джеймс Мориарти, се срещат в последна битка, и умират в дълбините на водопада Райхенбах. Но малко преди смъртта си Мориарти създава приятелски контакти с „краля на престъпниците на САЩ“ Кларънс Деверо. Крайната цел на тяхната „сътрудничество“ е трябвало да бъде безпрецедентен по своя мощност престъпен синдикат, който да обхваща Съединените щати и Европа.
Фредерик Чейз, старши инспектор от детективска агенция „Пинкертън“, пристига в Европа. Агенцията е получила информация, че Деверо е дошъл за лична среща с Мориарти, но не познава лицето на професора. Чейз решава да се представи за Мориарти, да преследва и арестува Деверо. В това преследване на Чейз помага един от най-опитните инспектори от Скотланд Ярд Атълни Джоунс (Знакът на четиримата). Въпреки това, нито англичанинът, нито американецът, не подозират каква опасна игра ще трябва да започнат с най-опасните престъпници на САЩ, за да уловят Кларънс Деверо...